# Hystereze

Hysterezní křivka při opakovaném namáhání tlakem a tahem

Hystereze u Schmittova klopného obvodu

Hystereze je označení pro takové chování dynamického systému, kdy výstupní veličina nezávisí jen na nezávisle proměnné vstupní veličině, ale i na předchozím stavu systému (tzv. „paměťový efekt“ systému). Projevuje se tedy jako obecná vlastnost dynamických systémů v různých oborech. Chceme-li předpovědět budoucí vývoj systému, musíme znát buď jeho vnitřní stav, anebo posloupnost minulých stavů.

## Elektromagnetismus
Příkladem je závislost magnetické indukce látky, která je jádrem cívky, na intenzitě magnetického pole této cívky, kdy se projeví magnetická polarizace. Graf průběhu fyzikálních změn při cyklickém opakovaní podmínek se nazývá hysterezní křivka. Musí se s ní proto počítat při návrhu systémů, kde se má předejít zákmitům výstupního signálu v okolí střední úrovně spínání (příklady: klopný obvod, termostat).

## Hysterezní křivka

Hysterezní křivka

Hysterezní křivka (smyčka) magnetického materiálu je uzavřená křivka magnetování, která vyjadřuje závislost magnetizace M na intenzitě magnetického pole H při pomalé, plynulé změně intenzity magnetického pole od +Hs do -Hs. Jinými slovy jde o graf podávající informaci o tom, jaký vliv má působení vnějšího magnetického pole na magnetické schopnosti materiálu, který se v tomto poli nachází. Matematicky lze zmíněný vztah mezi dvěma veličinami vyjádřit: M = f(H, M') kde M' je předešlá hodnota magnetizace (tj. hodnota v předešlém stavu).
Hysterezní smyčka se získá provedením jednoho tzv. cyklu magnetování a je pro každý materiál odlišná.
Používá se mimo jiné také k určení hysterezních ztrát v magnetickém obvodu. Integrací lze vypočítat plochu uzavřenou ve smyčce, která je těmto ztrátám úměrná. Hysterezní ztráty vznikají při přemagnetování materiálu střídavým magnetickým polem.

### Popis grafu
Z grafu hysterezní smyčky odečítáme určité charakteristické hodnoty, které podávají klíčové informace o možnostech zkoumaného materiálu. Jsou to maximální hodnoty a hodnoty, kde smyčka protíná osu x a y:
- Hs – intenzita nasycení. Pokud zvýšíme intenzitu magnetického pole nad tuto hodnotu, magnetizace se již nezvýší, dochází k nasycení materiálu a graf by od této chvíle pokračoval jako přímka rovnoběžná s osou x.
- Mm – maximální magnetizace při nasycení (není zakreslena).
- Mr – remanentní (zbytková) magnetizace, která v materiálu zůstává i po snížení intenzity magnetického pole na nulu (po tom, co materiál přestaneme magnetovat).
- Hc – koercitivní síla. Je to síla potřebná k odmagnetování materiálu (zrušení Br). Čím je koercitivita větší, tím je materiál tzv. magneticky tvrdší. (Hraniční hodnotou mezi magneticky měkkým a tvrdým materiálem je 1 kA/m.)

### Hysterezní ztráty
Energie dodána feromagnetickým látkám na magnetování se mění v teplo – ztráty.

## Mechanika
Dopružování (elastická hystereze) se projevuje tak, že po odstranění zatížení se deformace vytrácí postupně po určité době a ne okamžitě (viskózní chování).
Hysterezní křivka může také popisovat chování pružnoplastických materiálů (po dosažení meze kluzu dochází k rozvoji nevratných plastických deformací, které se po odtížení nemění).

## Medicína
V medicíně je hystereze označením pro:
- zhušťování plazmy ve stárnoucích buňkách,
- opožděnou retrakci krevního koláče.

## Ekonomie
V ekonomii se projevuje například u strukturální nezaměstnanosti.